# Misioneras de la Caridad
Misioneras de la Caridad (MC) es una congregación religiosa católica establecida en 1950 por Teresa de Calcuta para ayudar a los más pobres. La aprobación pontificia definitiva fue otorgada en 1965, durante el papado de Pablo VI.

## Descripción y objetivos
La congregación se compone de ocho secciones:
1. Hermanas activas.
2. Hermanas contemplativas.
3. Hermanos activos.
4. Hermanos contemplativos.
5. Padres misioneros.
6. Misioneros legos.
7. Voluntarios y colaboradores.
8. Enfermos y dolientes.

Las adherentes deben hacer los votos de pobreza, castidad y obediencia más un cuarto voto de servicio libre y de todo corazón a los más pobres de entre los pobres. Los Hermanos de las Misioneras de la Caridad se fundaron en 1963, y la rama contemplativa de las Hermanas se creó en 1976. En 1984 la madre Teresa fundó junto al padre Joseph Langford los Padres Misioneros de la Caridad.
Las misioneras ayudan a refugiados, ex prostitutas, enfermos mentales, niños abandonados, leprosos, víctimas del sida, ancianos y convalecientes.  Tienen escuelas atendidas por voluntarios para educar a los niños de la calle, comedores de caridad, y proveen otros servicios de acuerdo con las necesidades de la comunidad. Solo en Calcuta existen 19 casas que acogen hombres y mujeres necesitados, niños huérfanos, enfermos de sida, una escuela de niños de la calle y una colonia de leprosos. Estos servicios son proporcionados a la gente sin tener en cuenta su religión.

## Responsables y difusión de la congregación

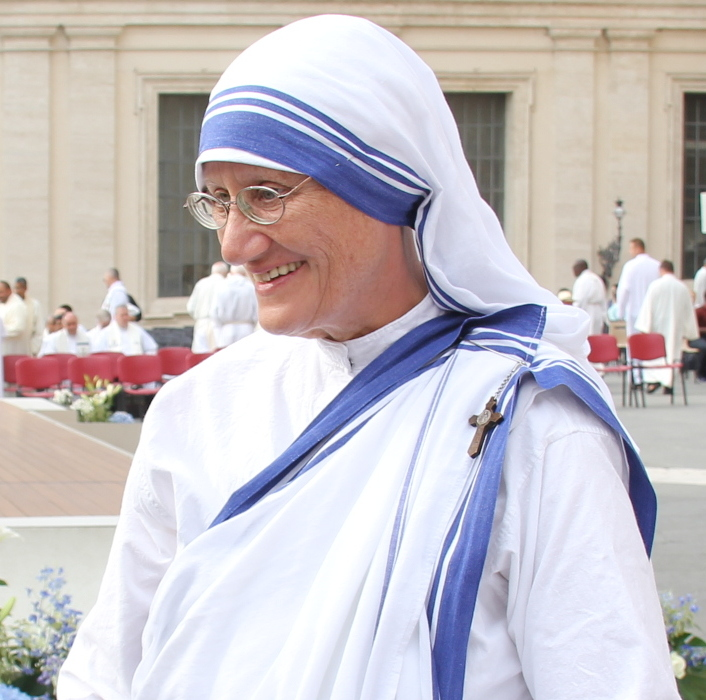
La hermana María Prema Pierick, superiora general de la Misioneras de la Caridad (2016).

En 1990, la Madre Teresa solicitó dimitir como cabeza de las Misioneras, pero pronto fue elegida como superiora general. El 13 de marzo de 1997, la hermana Mary Nirmala Joshi fue elegida como superiora general de las Misioneras de la Caridad. El 26 de marzo de 2009 fue elegida como nueva superiora general la hermana María Prema Pierick, de origen alemán.
Las hermanas responden ante sus superioras regionales y en ocasiones ante la superiora general. La orden consta actualmente de más de 4500 monjas en más de 133 países. El idioma oficial de los misioneros de la caridad es el inglés.